# Lucjusz Dura
Lucjusz Dura (ur. 11 lutego 1891 w Warszawie, zm. 17 lutego 1967 w Olsztynie) – polski dziennikarz i działacz chłopski, przewodniczący Mazurskiej Rady Narodowej (1945–1947), poseł na Sejm Ustawodawczy (1947–1952), p.o. wojewody warszawskiego (1947–1948, 1948–1950). 

## Życiorys
Urodził się w rodzinie chłopa – powstańca styczniowego zesłanego na Sybir. W 1905 przyłączył się do strajku szkolnego, później zostając członkiem Organizacji Młodzieżowej SDKPiL. W 1905 i 1906 aresztowany przez władze rosyjskie i wywożony poza granice guberni: warszawskiej i piotrkowskiej. Maturę uzyskał w Warszawie. W 1910 wyjechał do Paryża, gdzie podjął studia w Szkole Wyższych Nauk Społecznych i Handlowych. Po powrocie do Polski w 1915 przystąpił do Związku Chłopskiego, założonego przez Norberta Barlickiego. W 1917 przyłączył się do działalności PSL „Wyzwolenie”. W 1920 redagował tygodnik „Wspólna Sprawa” poświęcony zagadnieniom górnośląskim. W 1921 podjął pracę w PKO, w 1925 był wydawcą jego pisma „Oszczędność”. W 1926 zwolniony z pracy znalazł zatrudnienie w banku polsko-szwajcarskim jako dyrektor organizacyjny (do 1929). W 1929 został członkiem Zarządu Głównego LOPP. Zasiadał w redakcji pisma „Lot Polski”, redagował również miesięcznik „Touring”. Po wyzwoleniu został delegatem Pełnomocnika Rządu RP na b. Prusy Wschodnie. Zasiadł w Mazurskiej Radzie Narodowej, zostając jej przewodniczącym. Pełnił obowiązki prezesa ZW SL oraz przewodniczącego Wspólnej Komisji Porozumiewawczej Stronnictw Demokratycznych. Od 1947 do 1952 pełnił mandat posła na Sejm Ustawodawczy z listy Bloku Demokratycznego (reprezentując Stronnictwo Ludowe, które w 1949 współtworzyło Zjednoczone Stronnictwo Ludowe) z okręgu Olsztyn – zasiadał w Komisjach Planu Gospodarczego oraz Specjalnej do opracowania Regulaminu obrad Sejmu. Ponadto od kwietnia 1947 do stycznia 1948 oraz od listopada 1948 do marca 1950 był p.o. wojewody warszawskiego.
Pochowany na cmentarzu komunalnym w Olsztynie.

## Odznaczenia
- Odznaka honorowa „Zasłużony dla Warmii i Mazur” (1960)[2]